# Plan fondamental
En astronomie, le plan fondamental est la surface dans un espace de paramètres en trois dimensions représenté par les coordonnées {\displaystyle \langle I\rangle }, {\displaystyle \displaystyle R_{\rm {eff}}} et {\displaystyle \displaystyle \sigma _{o}}, sur laquelle sont placées les galaxies elliptiques, selon leurs paramètres. Entre d'autres termes, cela correspond à la relation mathématique entre le rayon effectif {\displaystyle \displaystyle R_{\rm {eff}}}, la brillance de surface moyenne {\displaystyle \langle I\rangle }, et la dispersion des vitesses centrale {\displaystyle \displaystyle \sigma _{o}} d'une galaxie elliptique.

## Justification
Nombre des caractéristiques d'une galaxie sont liées. Par exemple, une galaxie ayant une luminosité plus importante aura un rayon effectif plus large. Ces relations interviennent pour la détermination de la distance d'une galaxie, tâche ardue en astronomie.  Par exemple, la dispersion des vitesses centrale d'une galaxie elliptique peut être mesurée sans connaître la distance et peut permettre d'en déduire la luminosité de la galaxie, qui est directement reliée à la distance.

## Relations mathématiques
Les relations suivantes ont été déterminées empiriquement,:
- {\displaystyle R_{\rm {eff}}\propto \langle I\rangle _{\rm {eff}}^{-0,83\pm 0,08}} où {\displaystyle \displaystyle R_{\rm {eff}}} est le rayon effectif et {\displaystyle \langle I\rangle _{\rm {eff}}} est la brillance de surface moyenne à l'intérieur de {\displaystyle \displaystyle R_{\rm {eff}}}.

- Puisque {\displaystyle L_{\rm {eff}}=\pi R_{\rm {eff}}^{2}\langle I\rangle _{\rm {eff}}}, on peut utiliser la relation précédente pour obtenir {\displaystyle L_{\rm {eff}}\propto \langle I\rangle _{\rm {eff}}\langle I\rangle _{\rm {eff}}^{-1,66}} et donc : {\displaystyle \langle I\rangle _{\rm {eff}}\sim L^{-3/2}}.  Par conséquent, les galaxies elliptiques les plus lumineuses ont une brillance de surface plus faible.

- La relation de Faber-Jackson (Faber & Jackson 1976) relie la luminosité d'une galaxie à sa dispersion des vitesses centrale.  Analytiquement, cela correspond à {\displaystyle L_{\rm {eff}}\sim \sigma _{o}^{4}}. Cette relation est analogue à la loi de Tully-Fisher

- Si la dispersion des vitesses est reliée à la luminosité, et si la luminosité est reliée au rayon effectif, alors, il s'ensuit que la dispersion des vitesses centrale est directement reliée au rayon effectif

## Utilité
L'utilité de cet espace de paramètres à trois dimensions {\displaystyle \left(\log R_{\rm {eff}},\langle I\rangle _{\rm {eff}},\log \sigma _{o}\right)} est d'autant plus pratique lorsque l'on produit le graphique {\displaystyle \log \,R_{\rm {eff}}} en fonction de  {\displaystyle 0,26\,(\langle I\rangle _{\rm {eff}}/\mu _{B})+\log \sigma _{o}}. L'équation de la régression linéaire de ce graphique est alors 
{\displaystyle \log R_{\rm {eff}}=0,36\,(\langle I\rangle _{\rm {eff}}/\mu _{B})+1,4\,\log \sigma _{o}}
Par conséquent, en mesurant des quantités observables telles que la brillance de surface et la dispersion des vitesses (tous deux indépendants de la distance de l'observateur à la source), on peut déterminer le rayon effectif (en kpc généralement). Ensuite, connaissant ce rayon effectif (longueur linéaire) et en mesurant la taille angulaire, on en déduit la distance de la galaxie, en appliquant les règles de bases de la trigonométrie, par exemple l'approximation d'un petit angle.

## Variations
Une utilisation plus ancienne du plan fondamental est la relation entre {\displaystyle \displaystyle D_{n}} et {\displaystyle \displaystyle \sigma _{o}} (Dressler et al. (1987)) :
{\displaystyle {\frac {D_{n}}{\text{kpc}}}=2,05\,\left({\frac {\sigma }{100\,{\text{km}}/{\text{s}}}}\right)^{1,33}}
{\displaystyle \displaystyle D_{n}} est le diamètre (en kpc) à l'intérieur duquel la brillance de surface moyenne est égale à 20,75 {\displaystyle mag.arcsec^{-2}}.
L'erreur de cette relation est de l'ordre de 15 % entre les galaxies. Cependant, en 1991, D. Gudehusmontra que cette relation présentait une erreur systématique sur la distance et la magnitude absolue.